# 6824 Mallory
6824 Mallory este un asteroid din centura principală de asteroizi.

## Descriere
6824 Mallory este un asteroid din centura principală de asteroizi. A fost descoperit pe 8 septembrie 1988 la Observatorul Kleť de Antonín Mrkos. Asteroidul prezintă o orbită caracterizată de o semiaxă mare de 3,12 ua, o excentricitate de 0,19 și o înclinație de 2,0° în raport cu ecliptica.